# マッシミリアーノ・スフォルツァ
マッシミリアーノ・スフォルツァ（Massimiliano Sforza, 1493年1月25日 - 1530年6月4日）は、1512年から1515年のミラノ公。スフォルツァ家の一族である。

## 生涯
フランス王ルイ12世（1500年 - 1512年）とフランソワ1世に占領されていた間の公である。
「イル・モーロ」ことルドヴィーコ・スフォルツァとベアトリーチェとの間の長男で、ミラノで生まれた。
ルイ12世の討伐で父が敗北し、『ノヴァーラの裏切り』で、配下であるウーリ州のスイス傭兵隊長のルドルフ・トゥールマンの密告で、投獄された揚句に処刑された際に、スイス人傭兵に守られて命からがらにマッシミリアーノは弟のフランチェスコとともにドイツ（神聖ローマ帝国）に亡命していた。
スフォルツァ家を守護したスイス人傭兵のおかげで、1512年にマッシミリアーノはミラノ公国の指導者としての新しい地位についたが、実際にはスイス人傭兵たちが公国の真の支配者だった。
1515年の『マリニャーノの戦い』の敗北の後、マッシミリアーノはスフォルツァ城の維持を断念し、ミラノの所有権を3万ドゥカートでフランソワ1世に明け渡し、1530年にパリで病没した。
1521年、弟フランチェスコ2世がミラノ公となり、スフォルツァ家によるミラノ支配が復活した。